# Colegio Oficial de Fisioterapeutas de Navarra
El Colegio Oficial de Fisioterapeutas de Navarra es el colegio profesional de fisioterapeutas de la Comunidad Foral de Navarra.

## Sede
Este organismo tiene su sede principal en Pamplona.

## Historia
Este colegio profesional se fundó en 2002.

## Junta de Gobierno
La actual junta de gobierno de este colegio profesional está formado por:
- Presidenta: Ana Jiménez Lasanta.[4][5]
- Vicepresidenta: Jone Noáin Insausti.
- Secretaria: Sara Rubio Ibarzo.
- Tesorera: Edurne Arana Salas.
- Vocal I: Rocío Florido Florido.
- Vocal II: José Antonio Zuazu Ayesa.